# Simon Kulli
Simon Kulli (ur. 14 lutego 1973 we wsi Pistull, obwód Szkodra) – albański biskup rzymskokatolicki, biskup diecezjalny Sapy od 2017.

## Życiorys
Święcenia kapłańskie otrzymał 29 czerwca 2000 i został inkardynowany do diecezji Sapa. Po krótkim stażu wikariuszowskim został kanclerzem kurii, a w 2006 objął probostwo w parafii katedralnej. W latach 2010–2016 był też wikariuszem generalnym i ekonomem diecezjalnym. W 2016 mianowany tymczasowym administratorem diecezji.
15 czerwca 2017 papież Franciszek mianował go biskupem diecezjalnym diecezji Sapa. Sakry udzielił mu 14 września 2017 nuncjusz apostolski w Albanii - arcybiskup Charles Brown. W lutym 2024 został wybrany wiceprzewodniczącym albańskiej Konferencji Episkopatu.